# Duplicity
Duplicity er en amerikansk thrillerfilm fra 2009 om to tidligere agenter der er begyndt at arbejde for hvert sit konkurrerende foretagende for at spille dem ud mod hinanden. Millionerne venter, men stærke følelser opstår mellem de to.
I hovedrollerne ses Julia Roberts, Clive Owen og Tom Wilkinson. Tony Gilroy har instrueret.

## Rolleliste
- Clive Owen som Ray Koval
- Julia Roberts som Claire Stenwich
- Tom Wilkinson som Howard Tully
- Paul Giamatti som Richard "Dick" Garsik
- Denis O'Hare som Duke Monahan
- Kathleen Chalfant som Pam Fraile
- Thomas McCarthy som Jeff Bauer
- Wayne Duvall som Ned Guston
- Carrie Preston som Barbara Bofferd
- Christopher Denham som Ronny Partiz
- Oleg Shtefanko som Boris Fetyov (som Oleg Stefan)

## Eksterne Henvisninger
- Duplicity på Internet Movie Database (engelsk)
- Duplicity på Filmdatabasen
- Duplicity på Scope
- Duplicity i Svensk Filmdatabas (svensk)
- Duplicity på AlloCiné (fransk)
- Duplicity på MovieMeter (nederlandsk)
- Duplicity på AllMovie (engelsk)
- Duplicitys profil hos Encyclopædia Britannica Online (engelsk)
- Duplicity på Turner Classic Movies (engelsk)
- Duplicity på The Movie Database (engelsk)